# Julie Van Zandt
Julie Ann Van Zandt (* 27. Juni 1929 in San Diego, Kalifornien als Julie Ann Van Zandt; † 11. Januar 2018 in Santa Monica, Kalifornien) war eine US-amerikanische Schauspielerin.

## Leben
Julie Van Zandt trat zunächst als Sängerin in Bühnenmusicals in Kalifornien auf, im Billboard Magazine wurde ihre Stimme dabei als „limitiert, aber angenehm“ beschrieben. Sie wurde vor allem durch das Film-Musical The Best things in Life Are Free und Auftritte in zahlreichen Fernsehserien bekannt.
Von 1951 bis 1957 war Van Zandt mit dem Drehbuchautor und Regisseur Richard L. Bare verheiratet, mit dem sie zwei Kinder hat. Die Ehe wurde ebenso geschieden, wie die mit Robert H. Rains (1958–1959). Mit Frederick Clemens May lebte von Zandt in Malibu (Kalifornien) und war mit ihm von 1966 bis zu seinem Tod 1993 verheiratet.
Später widmete sich van Zandt auch der Malerei. Im Malibu Lagoon Museum sind von ihr angefertigte Bilder und Murals zu sehen.

## Filmografie (Auswahl)
Filme
- 1956: Fanfaren der Freude (The Best Things in Life Are Free)
- 1965: Das teuflische Spiel (Brainstorm)

Fernsehserien
- 1951: Polizeibericht (Dragnet)
- 1955: Rauchende Colts (Gunsmoke)
- 1958: Bronco
- 1961–1963: 77 Sunset Strip
- 1962: The Twilight Zone
- 1962: The Beverly Hillbillies